# Kelsey Airport
Kelsey Airport är en flygplats i Kanada.   Den ligger i provinsen Manitoba, i den östra delen av landet, 1 900 km nordväst om huvudstaden Ottawa. Kelsey Airport ligger 185 meter över havet.
Terrängen runt Kelsey Airport är platt. Trakten runt Kelsey Airport är nära nog obefolkad, med mindre än två invånare per kvadratkilometer.. 